# Bronisław Lachowicz (polityk)
Bronisław Lachowicz (ur. 23 marca 1936 w Kłodnie Wielkim, zm. 24 marca 2022 w Lesznie) – polski samorządowiec, nauczyciel i polityk, działacz związkowy i opozycyjny w PRL, w latach 1990–1994 burmistrz Rawicza.

## Życiorys
Syn Kazimierza i Julity. W 1978 ukończył wieczorowo studia chemiczne na Wydziale Chemii Uniwersytetu im. Adama Mickiewicza w Poznaniu. Od 1964 pracował jako nauczyciel chemii w Liceum Ogólnokształcącym w Rawiczu. Przed 1981 należał do Polskiej Zjednoczonej Partii Robotniczej. Od października 1980 był członkiem NSZZ „Solidarność”, został przewodniczącym Komisji Zakładowej, później delegatem na I Wojewódzki Zjazd Delegatów w Lesznie oraz członkiem władz i wiceprzewodniczącym zarządu Regionu Leszno. Był też sekretarzem Oddziału Siedlce Regionu Mazowsze i delegatem na Wojewódzki Zjazd Delegatów, a także redaktorem „Serwisu Bieżącego”. 13 grudnia 1981 internowany w ośrodku odosobnienia w Ostrowie Wielkopolskim, zwolniony 29 grudnia 1981 ze względu na śmiertelną chorobę żony. W 1982 zwolniony z pracy, rok później przywrócony do niej wyrokiem sądowym. Ponownie zwolniony w 1985, pracował m.in. w domu dziecka i wrocławskim liceum. Po 1983 został kolporterem podziemnej prasy, od 1988 do 1990 pisał także do regionalnego pisma „Solidarność Leszczyńska”. W 1988 wszedł w skład Tymczasowego Zarządu Regionalnego „S” w Lesznie. Był rozpracowywany przez MO i WUSW w Lesznie.
W 1989 został członkiem Komitetu Obywatelskiego „Solidarność” w Rawiczu. W kadencji 1990–1994 zajmował stanowisko radnego i burmistrza Rawicza. W latach 1999–2002 zasiadał w radzie powiatu rawickiego. Od września do listopada 2006 tymczasowo pełnił funkcję burmistrza miasta i gminy Osieczna po śmierci poprzednika. Należał kolejno do Bezpartyjnego Bloku Wspierania Reform (od 1995), Stronnictwa Konserwatywno-Ludowego (1997–2001) i Platformy Obywatelskiej (od 2001). W wyborach parlamentarnych w 1993 otwierał leszczyńską listę okręgową BBWR. Kandydował także m.in. w 1997 (z listy AWS). Został przewodniczącym Stowarzyszenia Gmin i Powiatów Wielkopolski oraz wiceszefem Federacji Związków i Stowarzyszeń Gmin Polskich. Działał również w Akcji Katolickiej oraz w radzie nadzorczej Towarzystwa Ubezpieczeń Wzajemnych w Poznaniu.
Zmarł dzień po 86. urodzinach. 29 marca 2022 został pochowany na cmentarzu parafialnym w Rawiczu.

## Odznaczenia
Odznaczony m.in. Krzyżem Kawalerskim Orderu Odrodzenia Polski (1991), Medalem Komisji Edukacji Narodowej (1992) oraz Krzyżem Wolności i Solidarności (2015). W 2013 otrzymał Odznakę „Zasłużony dla Gminy Rawicz”.